# Gabriel Aubaret
Louis-Gabriel-Galdéric Aubaret (Montpellier, Francia, 1825 - Poitiers, Francia, 1894) fue un oficial de la marina francesa, lingüista, diplomático, administrador y líder empresarial, que ocupó diversos cargos militares, políticos y comerciales importantes a lo largo de cuarenta años.
La obra más famosa de Aubaret como lingüista es probablemente el primer diccionario franco-vietnamita, del que fue autor tras sus hazañas en Vietnam y en la corte siamesa. En la década de 1880, fue una de las figuras más visibles de Constantinopla, trabajando como Presidente de la Administración Otomana de la Deuda Pública, así como del sindicato que completó el ferrocarril utilizado por Orient Express. Entre 1854 y 1856, Gabriel Aubaret sirvió con la escuadra naval francesa como teniente en el Mar Negro durante la Guerra de Crimea (1853-1856). Esta flotilla desempeñó un papel importante en el sitio de Sebastopol, una operación militar que duró 11 meses.

## Biografía
Aubaret nació en 1825 en Montpellier, en el seno de una familia de abogados. En 1841 se matriculó en la École Navale de Brest y en 1844 ingresó en la Armada francesa, donde sirvió en diversos buques por todo el Mediterráneo y las Antillas.
Gabriel Aubaret sirvió como teniente en la guerra de Crimea (1853-1856), comandando su propio buque en varias ocasiones, especialmente en el sitio de Sebastopol. Durante este periodo aprendió turco y árabe y se interesó por el Imperio Otomano. También entabló amistad con varios oficiales y políticos otomanos influyentes, conexiones que le serían útiles más adelante en su carrera.
En 1856-1857, Aubaret fue el oficial científico jefe (y segundo al mando) de una prestigiosa expedición para descubrir la cabecera del Nilo, dirigida por el explorador Conde d'Escayrac y respaldada por el jedive de Egipto. Aunque la empresa estaba bien financiada y contaba con científicos de renombre internacional, fracasó casi de inmediato y apenas pasó de El Cairo debido al comportamiento excéntrico y dictatorial de Escayrac. Tras el fracaso de la misión del Nilo, Aubaret regresó a Francia, donde mantuvo un romance público con Rachel Félix (1821-1858), más conocida como Mademoiselle Rachel, una actriz francesa de fama mundial, que terminó poco antes de su prematura muerte.
En 1860, Aubaret, capitán de su propio navío, viajó a China como parte de la participación francesa en la segunda guerra del Opio, y estuvo presente en la toma de Pekín. Fue nombrado enviado especial de Francia a la corte vietnamita de Hué, donde desempeñó un papel decisivo en la anexión del tercio sur de Vietnam, que se convirtió en la colonia francesa de Cochinchina en 1862. También fue autor del primer diccionario franco-vietnamita, Vocabulaire Français-Annamite et Annamite-Français (1861).
Aubaret, ascendido a cónsul general de Francia en Bangkok, se convirtió en una figura importante en la corte siamesa del rey Mongkut. Consiguió que Francia se convirtiera en el actor extranjero dominante en Indochina, y el gobierno francés le consideraba uno de los impulsores con más tacto y éxito de la política exterior expansiva de Napoleón III.
En 1867, Aubaret regresó a su país desde Bangkok, deseoso de un destino en los Balcanes o en el Imperio Otomano. También puso fin a su larga etapa de soltería, casándose con Thérèse Granier, con quien mantendría una feliz unión. En febrero de 1868, Aubaret fue nombrado cónsul general de Francia en Scutari (Shkodër), en la Albania otomana. El puesto era tan difícil que sólo un enviado con una capacidad y un entusiasmo fuera de lo común podía hacerse cargo del expediente. Tras dos años de acción en Albania, Aubaret fue llamado precipitadamente a su país para luchar en la guerra franco-prusiana (1870-1871).
Después del conflicto, en 1872, Aubaret fue nombrado Cónsul General en Esmirna (Izmir), el segundo destino diplomático francés más importante en Turquía. El cargo le pareció aburrido, ya que se ocupaba principalmente de asuntos de comercio marítimo. En 1873, Aubaret fue trasladado como Cónsul General a Rustchuk (Ruse), Bulgaria, una importante ciudad portuaria a orillas del Danubio. Bulgaria formaba entonces parte del Imperio Otomano y su población eslava bullía de sentimientos revolucionarios. Aubaret aprovechó la oportunidad para promover los importantes intereses regionales de Francia frente a los esfuerzos de los espías austriacos y rusos, en los días inmediatamente anteriores a la guerra ruso-turca de 1877-1878, que aseguró la independencia de Bulgaria.
Aubaret fue nombrado comisario de la Oficina de Fronteras serbo-otomana, que operaba principalmente a lo largo de la frontera serbobosnia. En 1880, Aubaret fue nombrado Ministro Plenipotenciario de Francia ante el Imperio Otomano, con responsabilidad especial sobre los asuntos de Rumelia Oriental, región otomana autónoma del sudeste de Bulgaria. Esto le proporcionó una valiosa experiencia para su futuro papel en la supervisión de la finalización del Ferrocarril Rumeliano en la misma zona.
En 1881, el sultán Abdul Hamid II ordenó la creación de la Administración Otomana de la Deuda Pública (OPDA), que se convirtió en la entidad económica más poderosa del Imperio Otomano. Aubaret fue nombrado Presidente fundador de la OPDA, cargo que desempeñó durante varios mandatos a lo largo de una década.
Además de su papel en la OPDA, de 1885 a 1888, Aubaret ejerció como jefe de operaciones de una empresa especial encargada de completar el ferrocarril que conectaba Constantinopla con el resto de Europa, línea por la que posteriormente circuló el Orient Express.
En 1892, Aubaret se retiró de su puesto en el apogeo de la sociedad de Constantinopla y se trasladó con su familia a Francia, estableciéndose en Poitiers. Allí murió en 1894, tras haber vivido la experiencia de muchas vidas. La viuda de Aubaret, Thérèse, escribió la biografía de su marido, que se publicó en Poitiers en 1898.